# Ayuni D
Ayuni D (アユニ・D), (Sapporo, 12 de outubro de 1999) é uma cantora pop japonesa e membro do grupo de ídolos femininas BiSH desde 2016. Ela fez sua estreia solo sob o nome de Pedro (ぺどろ) com Zoozoosea em 19 de setembro de 2018.

## Carreira

### Entrada no BiSH
Em 1 de agosto de 2016, Ayuni foi anunciada como nova membro do BiSH. Seu primeiro álbum com o grupo, Killer Bish, foi lançado no final daquele ano. Em 2017, ela se juntou à primeira unidade de shuffle da gravadora WACK, Saint Sex, ao lado de sua colega do BiSH, Aina the End.

### Estreia solo como Pedro
Em setembro de 2018, Ayuni iniciou um projeto solo com a Avex Trax sob o nome de "Pedro". Seu primeiro álbum solo, Zoozoosea, foi lançado no mesmo mês. Em fevereiro de 2019, Ayuni se juntou à terceira unidade de shuffle da WACK, Bully Idol, como membro. Em março de 2019, foi anunciado que Pedro assinou contrato com a divisão EMI Records da Universal Music Japan e seu segundo álbum, Thumb Sucker, foi lançado pela nova gravadora ainda naquele ano. Ela lançou seu primeiro EP, Shōdō Ningenkurabu (衝動人間倶楽部), em 29 de abril de 2020. Seu primeiro single, "Konaide World End" (来ないでワールドエンド) foi lançado em 12 de agosto de 2020. Seu terceiro álbum, Romance (浪漫) , foi lançado em 26 de agosto de 2020.

## Discografia

### Álbuns de estúdio
| Título         | Detalhes do álbum | Posição de pico | Posição de pico | Vendas       |
| Título         | Detalhes do álbum | Oricon          | Billboard       | Vendas       |
| -------------- | --- | --------------- | --------------- | ------------ |
| Zoozoosea      | - Lançado: 19 de setembro de 2018 - Rótulo: Avex Trax - Formatos: CD, download digital                                     | 10              | 9               | - JPN: 7.741 |
| Thumb Sucker   | - Lançado: 28 de agosto de 2019 (pré-lançado em 8 de julho de 2019) - Rótulo: EMI Records - Formatos: CD, download digital | 9               | 4               | - JPN: 8.891 |
| Romance (浪漫) | - Lançado: 26 de agosto de 2020 - Rótulo: EMI Records - Formatos: CD, download digital                                     | 9               | 9               | - JPN: 8.667 |

### EPs
| Título                              | Detalhes do álbum                                                                     | Posição de pico | Posição de pico | Vendas       |
| Título                              | Detalhes do álbum                                                                     | Oricon          | Billboard       | Vendas       |
| ----------------------------------- | ------------------------------------------------------------------------------------- | --------------- | --------------- | ------------ |
| Shōdō Ningenkurabu (衝動人間倶楽部) | - Lançado: 29 de abril de 2020 - Rótulo: EMI Records - Formatos: CD, download digital | 7               | -               | - JPN: 5.988 |

### Singles
| Título                                       | Ano  | Posição de pico | Posição de pico | Vendas       | Álbum                     |
| Título                                       | Ano  | Oricon          | Billboard       | Vendas       | Álbum                     |
| -------------------------------------------- | ---- | --------------- | --------------- | ------------ | ------------------------- |
| "Konaide World End" (来ないでワールドエンド) | 2020 | 12              | -               | - JPN: 4.561 | Romance                   |
| "Tokyo" (東京)                               | 2021 | 18              | -               | - JPN: 2.573 | Não faz parte de um álbum |